# Jean-Albert de Mecklembourg
Jean-Albert de Mecklembourg (Ernst Konstantin Friedrich Heinrich Johann Albrecht, Herzog zu Mecklenburg), né le 8 décembre 1857 à Schwerin et mort le 16 février 1920 au château de Wiligrad (province du Schleswig-Holstein),  est un homme politique allemand, duc en Mecklembourg, et régent de Schwerin du 11 avril 1897 au 9 avril 1901, ainsi que du duché de Brunswick de 1907 à 1913. Il est docteur honoris causa de l'université de Rostock et de ses quatre facultés en 1901.

## Biographie
Jean-Albert de Mecklembourg est le cinquième fils du grand-duc Frédéric-François II de Mecklembourg-Schwerin et de sa première épouse, née princesse Augusta de Reuss-Köstritz, fille du prince Henri LXIII Reuss de Köstritz. Après des études de philosophie et de droit à Dresde et à Bonn, il entre au régiment de hussards du Corps de la Garde impériale et il est général de cavalerie à la suite au moment de la Première Guerre mondiale. Il est à la tête du 14e bataillon de chasseurs à pied (de) en 1901, et en 1914, général à la suite des troupes de défense de l'Afrique orientale allemande.

## Les mariages
Jean-Albert de Mecklembourg épouse en premières noces, le 6 novembre 1886, la princesse Élisabeth de Saxe-Weimar-Eisenach (de), fille du grand-duc Charles-Alexandre de Saxe-Weimar-Eisenach et nièce de l'impératrice Augusta et en secondes noces la princesse Élisabeth de Stolberg-Rossla (1885-1969) qui, devenue veuve, épousera son beau-frère en 1924, le duc Adolphe-Frédéric de Mecklembourg (1873-1969), ancien explorateur en Afrique. Ces deux mariages sont sans postérité.

## Les régences
Il devient régent du grand-duché de Mecklembourg-Schwerin à la mort de son frère Frédéric-François III en 1897, jusqu'à la majorité de son neveu, Frédéric-François IV de Mecklembourg-Schwerin le 9 avril 1901. Il est ensuite régent du Brunswick (dont le trône est vacant depuis 1884) de 1907 à l'avènement de Ernest-Auguste III de Hanovre, gendre du Kaiser, en 1913.
Le duc reçoit en audience hebdomadaire la population et coupe les dépenses somptuaires. Il se fait aimer du peuple en parcourant les rues en civil et en visitant les musées et les bibliothèques.

## Les explorations

Réception de Jean-Albert de Mecklembourg dans le kraton du sultan de Yogyakarta en 1910. Photo de Kassian Cephas.

Ayant voyagé durant sa jeunesse en Afrique et en Asie, le duc est engagé dans la Deutsche Kolonialgesellschaft (compagnie coloniale allemande) depuis 1887. Il en est nommé président en 1895. Son demi-frère, Adolphe-Frédéric de Mecklembourg, sera gouverneur du Togo de 1912 à 1914.
Pendant la Première Guerre mondiale, Jean-Albert défend les positions coloniales de l'Empire allemand. Il est nommé président d'honneur du parti de la patrie allemande en 1917.
Il meurt en 1920 sans postérité; sa veuve se remariera avec son demi-frère Adolphe-Frédéric. Il est enterré dans l'abbatiale de Doberan.